# 단포초등학교
단포초등학교는 대한민국 경상북도 영천시 고경면에 있는 공립 초등학교이다.

## 학교 연혁
- 1948년 11월 22일 단포국민학교 개교
- 1981년 1월 17일 병설유치원 개원
- 1982년 3월 2일 오류분교장 동폐합
- 1986년 2월 10일 특수학급 신설(1학급)
- 1998년 3월 1일 청경초등학교 통폐합

## 참고 자료
- 단포초등학교 - 한국교육학술정보원 학교알리미